# Вилафранка д'Асти
Вилафра̀нка д'А̀сти (на италиански: Villafranca d'Asti; на пиемонтски: Vilafranca d'Ast, Вилафранка д'Аст) е малко градче и община в Северна Италия, провинция Асти, регион Пиемонт. Разположено е на 206 m надморска височина. Населението на общината е 3198 души (към 2010 г.).